# Magwengiella flavescens
Magwengiella flavescens là một loài tò vò trong họ Ichneumonidae.